# Un morto ritorna
Un morto ritorna (Als ich tot war  o Wo ist mein Schatz?) è un film muto del 1916 diretto da Ernst Lubitsch.

## Trama
Nonostante le proteste di sua moglie Paula e sua suocera, Ernst trascorre la serata in un club di scacchi. La vendetta segue quando torna a casa la sera: la suocera ha bloccato la porta di casa con una catena ed Ernst quindi non entra nell'appartamento. Si spoglia nella tromba delle scale, dove trascorre la notte e il giorno successivo, quando vede uno dei residenti della casa, scappa, mentre i vestiti con i quali si era ancora coperto di notte sono scomparsi. Di nuovo nell'appartamento, Ernst viene presto cacciato dalla sua cattiva suocera. Dato che anche sua moglie lo aveva informato per iscritto che uno dei due doveva lasciare l'appartamento per sempre, alla fine ha simulato il suicidio: in una lettera a sua moglie, ha scritto che si sarebbe ucciso e ha lasciato l'appartamento. Ha assaporato la sua nuova libertà, ma presto se ne stancherà.
Paula e la suocera stanno cercando un servitore tramite la pubblicità, ed Ernst, che legge la pubblicità sul giornale nel suo club, legge la posta. Ernest si traveste e con ogni trucco riesce a disgustare il nuovo ammiratore Paula, scacciandolo infine dalla casa. Si rivela a Paula, che è in lutto per lui, quando scaccia la suocera, c'è un lieto fine.

## Produzione
Il film fu prodotto da Paul Davidson per la Projektions-AG Union (PAGU) (Berlino).

## Distribuzione
Il film, di tre rulli, fu presentato alla censura con il titolo Wo ist mein Schatz?, uscendo quindi nelle sale cinematografiche tedesche il 25 febbraio 1916 in una versione di 40 minuti. In Italia, fu rinominato Un morto ritorna o con il titolo tv Quando ero morto.
Il film si considerava perduto ma, nei primi anni novanta, ne è stata ritrovata una copia in Slovenia, nella Cineteca di Lubiana. La pellicola restaurata è stata proiettata per la prima volta nel corso dell'edizione 1995 delle Giornate del Cinema Muto di Pordenone. In seguito, il film è stato presentato a Locarno nell'ambito della retrospettiva dedicata a Lubitsch dal festival nel 2010